# Javier Godino
Javier Godino (Madrid, 11 de marzo de 1978) es un actor y cantante español.

## Carrera
Se formó como actor en el Estudio de Interpretación de Juan Carlos Corazza e inició su andadura profesional en el mundo del teatro, antes de que se le diera en 2000 su primer papel en el cine en la comedia Besos para todos. Su dominio del inglés y del francés le permitió trabajar tanto en cine español como internacional, y en teatro, de texto y musical, alternando con papeles para televisión. Ha escrito y dirigido espectáculos (La piedra de la paciencia, Paquita & Luciano, entre otros).
En 2009 tuvo un papel importante en la película argentina ganadora del Óscar 2010 El secreto de sus ojos, de Juan José Campanella, que Godino coprotagonizó junto a Ricardo Darín y Soledad Villamil. Este papel, su primera interpretación en el cine argentino, le abrió las puertas de su carrera internacional y le valió dos nominaciones como Mejor Actor Revelación en los premios de la Unión de Actores de España, y a los Premios Sur de la Academia de Cine argentina.
También fue muy valorada la creación de su personaje Colate en el musical Hoy no me puedo levantar, estrenado con mucho éxito en abril de 2005 y por la que fue nominado como Mejor Actor por la Unión de Actores. A partir de aquel año la trayectoria musical de Javier Godino ha estado íntimamente ligada a Nacho Cano con quien también grabó temas como Perdido en mi habitación, Hoy no me puedo levantar, Barco a Venus, o No es serio este cementerio en el disco del musical Hoy no me puedo levantar. Formó parte del elenco de la obra durante las tres primeras temporadas. Grabó también con Nacho Cano el medley del grupo Mecano para un anuncio de Coca-cola light, y tres temas del disco de Nacho Cano, A; Sin alma yo no hablo, El segundo grupo o Tu deber es volver. Tuvo un papel destacado en el musical A en 2009.
También ha grabado con Antonio Carmona El tango de los amantes y con la cantante argentina Graciela Giordano Les feuilles mortes y Nostalgias. En 2013 crea su grupo de música junto a Asier Acebo, The Wyest.
Trabajó en la producción de Hollywood Deception junto a Hugh Jackman y Ewan McGregor (2008).
En 2011 estrenó la película  Los muertos no se tocan, nene de José Luis García Sánchez basada en una novela de Rafael Azcona, y La voz dormida de Benito Zambrano, basada en una novela de Dulce Chacón.
En 2012 la coproducción hispano-argentina, Todos tenemos un plan de Ana Piterbarg, filmada en el Delta del Paraná junto a Viggo Mortensen, Daniel Fanego, Sofía Gala y Soledad Villamil. Y Los días no vividos de Alfonso Cortés-Cavanillas junto a Ingrid Rubio, Ruth Díaz o Asier Etxeandía.
En 2013 actúa en la película para televisión Prim, el asesinato de la calle del Turco a las órdenes de Miguel Bardem, interpretando a Benito Pérez Galdós.
En 2015 estrena Pasaje de vida, una película hispano argentina con Miguel Ángel Solá como su padre y Silvia Abascal, recibiendo muy buenas críticas.
En 2016 estrena Al final del túnel de Rodrigo Grande con Leonardo Sbaraglia y Clara Lago, e Ignacio the movie de Paolo Dy una producción filipina en inglés sobre la vida de Ignacio de Loyola. 
También trabajó en la coproducción mexicano-española El elegido, con Alfonso Herrera, Elvira Mínguez, Julian Sands y Hannah Murray sobre el asesinato de Trotski (Disponible en Netflix) y en la película mexicana Mis demonios nunca juraron soledad de Jorge Leyva, presentada en varios festivales. 
En febrero de 2016 estrenó la obra de David Mamet Muñeca de porcelana, como coprotagonista junto al actor José Sacristán. El montaje, dirigido por Juan Carlos Rubio, después de estrenarse en las Naves del Español de Madrid hizo una larga gira por España.

## Trayectoria como actor

### Cine
- 2023: Sonido de libertad, de Alejandro Monteverde
- 2021: Into the Night (serie), de Jason George Jacek Dukaj
- 2020: Lo inevitable, de Fercks Castellani
- 2019: EL silencio del pantano, de Marc Vigil
- 2017: Mis demonios nunca juraron soledad, de Jorge Leyva
- 2016: El elegido , de Antonio Chavarrías
- 2016: Al final del túnel, de Rodrigo Grande.
- 2016: Ignacio the movie, de Paolo Dy.
- 2015: Pasaje de vida, de Diego Corsini, como Mario, hijo de Miguel.
- 2014: Prim, El asesinato de la calle del Turco de Miguel Bardem. Como Benito Pérez Galdós.
- 2012: Los días no vividos, de Alfonso Cortés Cavanillas Lacaña Brothers.
- 2011: Todos tenemos un plan, de Ana Piterbarg.
- 2011: La voz dormida, de Benito Zambrano.
- 2011: Los muertos no se tocan, nene, de José Luis García Sánchez.
- 2010: Genio y figura (cortometraje), de Hatem Khraiche, como el soldado Feijóo.
- 2009: El secreto de sus ojos, de Juan José Campanella, como el albañil Isidoro Néstor Gómez.
- 2008: Deception, de Marcel Langenegger, como gerente de un banco.
- 2007: Café solo o con ellas, de Álvaro Díaz Lorenzo, como Dani.
- 2004: Tus labios, de Isabel de Ocampo, como Gus.
- 2000: Besos para todos, de Jaime Chávarri

### Televisión
- 2023: Montecristo, como Duarte[8]
- 2019: Hospital Valle Norte, como Fernando (TVE).
- 2016: La sonata del silencio, de Iñaki Peñafiel. (TVE)
- 2015-2016: Víctor Ros, como De la Rubia  (TVE)
- 2014: Prim, el asesinato de la calle del Turco, de Miguel Bardem. como Benito Pérez Galdós (TVE).
- 2014: Hermanos (Telecinco) como José Luis.
- 2014: Cuéntame un cuento: Caperucita Roja (Antena 3) como Antonio.
- 2013-2014: Borgia (Canal +) como Donigi di Naldo
- 2002, 2008: Hospital Central (Telecinco) como Paco / Ricardo.
- 2000, 2006: El comisario (Telecinco).

### Teatro
- Muñeca de porcelana, dirigida por Juan Carlos Rubio.
- El loco de los balcones, dirigida por Gustavo Tambascio.
- Más de cien mentiras, dirigida por David Serrano.
- Comedia y sueño, dirigida por Juan Carlos Corazza.
- 40 El Musical, dirigida por Miquel Fernández.
- A, el musical de Nacho Cano, dirigida por Nacho Cano.
- El sueño de una noche de verano, dirigida por Tamzin Townsend.
- Hoy no me puedo levantar, dirigida por Nacho Cano; nominado como mejor actor por la Unión de Actores.
- Madrid, dirigida por Ángel Gutiérrez.
- Cabaré Borges, dirigida por Juan Carlos Corazza.
- Ausencias, dirigida por Rosa Morales.

## Discografía
- Hoy no me puedo levantar (solista), música de Nacho Cano y José María Cano. Sony BMG.
- Sueño de una noche de verano (solista), de Beltrán Cavero y Antonio Carmona. Lazona.
- La mujer de la noche larga, dúo con Graciela Giordano.
- A, un musical de Nacho Cano, solista junto a Antonio Vega, Marina Heredia, Ondina y Rosario.
- The Wyest, Música de Asier Acebo. Disponible en Spotify, iTunes, Google play. (Autoproducido)

## Premios y nominaciones
- 2005: nominación como mejor actor protagonista en los Premios de la Unión de Actores 2005 por Hoy no me puedo levantar.
- 2007: nominación a los Premios Gran Vía del Teatro Musical por Hoy no me puedo levantar.
- 2009: nominación a los Premios Sur de la Academia de las Artes y Ciencias Cinematográficas de la Argentina como mejor actor revelación por El secreto de sus ojos.
- 2010: nominación como mejor actor revelación en los Premios de la Unión de Actores 2010 por El secreto de sus ojos.
- 2013: Premio al mejor actor en el festival de Terror de Molins de Rey y en festival Cineculpable de Vila-Real por el cortometraje De noche y de pronto.
- 2014: Premio al mejor actor en el festival de Cortometrajes Villa de Errenteria por el cortometraje Te escucho.

- 2024: Premio como mejor actor en producción internacional  Premios Unión de Actores 2024 por Sonido de Libertad